# Crack (droga)

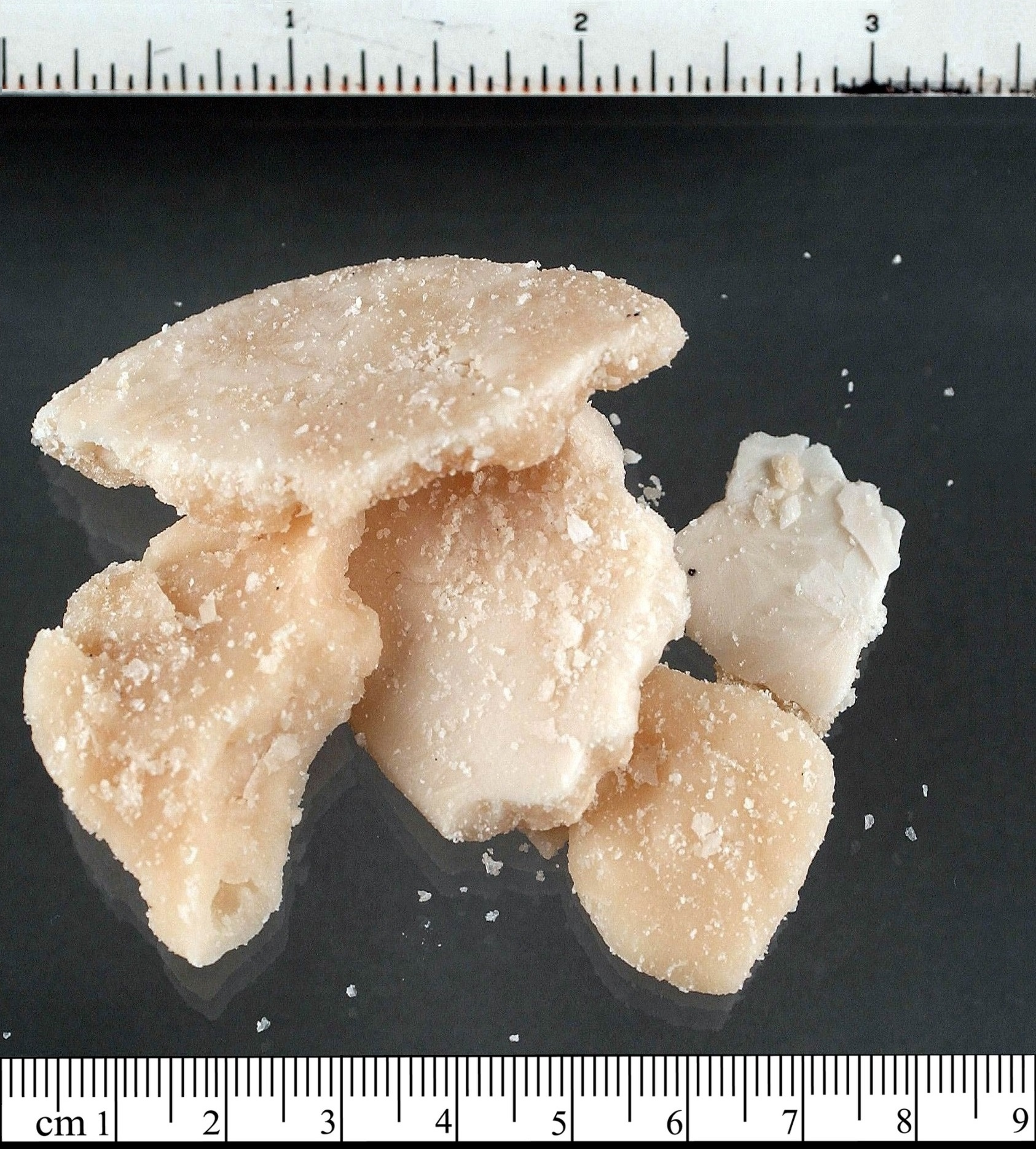
Crack o piedra.

Los términos cocaína en piedra o crack se refieren a la base libre de cocaína, generalmente obtenida a partir de la reacción de clorhidrato de cocaína y bicarbonato de sodio (dando cloruro de sodio como subproducto); que se consume fumando pequeños cristales o piedrecitas que crujen al calentarse.
A diferencia del clorihidrato de cocaína, se consume fumándola en pequeños tubos de vidrio y tiene un efecto inmediato, pues empieza a actuar en aproximadamente 8 segundos. Además de estar considerada como la forma de cocaína más adictiva, es la droga que más fácilmente puede provocar adicción psicológica, incluso en aquellos usuarios que la consuman por primera vez. Sus efectos iniciales son aún más rápidos e intensos que los de otras drogas inyectadas y estos se caracterizan por un breve estado de euforia, placer o aumento de la energía, aunque también estimula el sistema nervioso y circulatorio. Sin embargo, el crack es mucho más dañino que la cocaína regular y tiene unos graves efectos adversos potencialmente mortales, especialmente cardiovasculares, psicológicos, hepáticos y pulmonares.
Los orígenes del crack se encuentran en barrios pobres de grandes ciudades de Estados Unidos a mediados de la década de 1980, que tras una epidemia de esta droga en ese país, fue saltando al resto del mundo; está incluida en la Lista I de la Convención Única sobre Estupefacientes de 1961, por lo que su producción, comercialización, consumo o posesión son ilegales en casi todos los países del mundo.

## Denominaciones
El término «crack» es una onomatopeya que sugiere el ruido crujiente que hacen las piedras de esta droga al calentarse por la evaporación de la cocaína en base que contienen, al liberarse de la mezcla con el bicarbonato de sodio. También recibe nombres en lenguaje coloquial o vulgar por parte de los usuarios de esta droga, como «guacamayo», «rocas», «chulas», «pops», «piedras», «rirris», «niñas», «duras», «merca», «hielos», «rock&roll», «rockstars», «chespi» o «chifle»,«chirulón», «pirula sucia»,«chichiflín», entre otros; a veces erróneamente se la confunde con la pasta básica de cocaína, llamada también «pasta», «paco» o «pitillo», que es la costra que queda en la olla donde se prepara la cocaína y está compuesta por los alcaloides de la planta sin refinar ni purificar.

## Elaboración y propiedades físicas

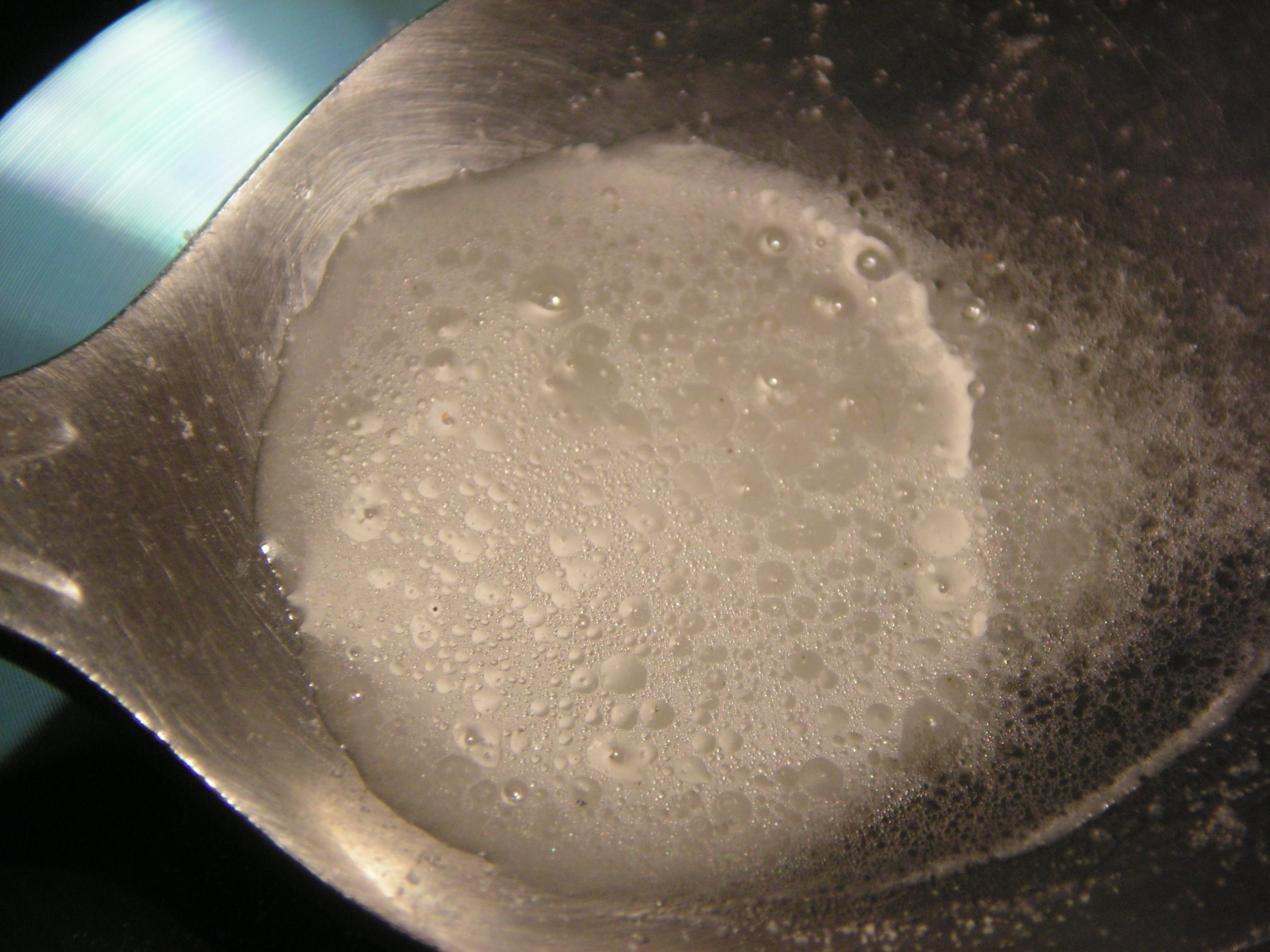
Primer plano del proceso de cocción para la creación de crack

En sus formas más puras, las piedras de crack aparecen en forma de pepitas blanquecinas con bordes irregulares, con una densidad ligeramente superior a la cera de velas y semejante a la de un plástico duro pero quebradizo (en forma cristalina). El crack puede utilizarse como anestésico local, al poder dormir la boca o la lengua si se coloca directamente, aunque dependiendo de su nivel de pureza puede llegar a deshacerse cuando está cerca de una fuente de calor, ya que su punto de sublimación es de unos 90 °C.
La cocaína en forma de crack se vende en las calles adulterada con sustancias que imitan su apariencia, con el fin de aumentar su volumen y por tanto el beneficio económico por su venta ilegal. En América del Norte está extensamente documentado el uso de adulterantes tóxicos, especialmente el levamisol.
El crack se compra frecuentemente en forma de roca, aunque tampoco es raro que algunos consumidores la fabriquen con cocaína en polvo. Este proceso se realiza con bicarbonato de sodio y agua. Una vez mezclado en una parte de cocaína en forma de clorhidrato y dos partes de bicarbonato, se calienta y el bicarbonato reacciona con la cocaína en polvo, formándose pasta de cocaína y ácido carbónico. El calor acelera la conversión del ácido carbónico en dióxido de carbono y agua y el CO2 evita que la reacción vuelva a formar clorhidrato de cocaína, quedando los alcaloides en el bicarbonato de sodio, que no se evapora, y cuya función es la de aumentar el tamaño y la manejabilidad de la sustancia. El crack pasa a estado gaseoso a los 90 °C, mientras que el punto de fusión del clorhidrato de cocaína es de unos 190 °C. Esta diferencia en la temperatura permite que el crack se pueda fumar, mientras que el clorhidrato de cocaína no; igualmente el crack permite al fumarse una rápida absorción en el torrente sanguíneo que llega al cerebro a los 8 segundos. Aunque también puede inyectarse con los mismos efectos que la cocaína, el crack no puede disolverse en agua, por ello los consumidores deben disolverlo en una solución ácida (zumo de limón, vinagre) para revertir la conversión cocaína-crack.

## Consumo y efectos
Dado que se fuma, el crack ingresa rápidamente al torrente sanguíneo, generando en el individuo una sensación de euforia, aumento de la energía y disminución de la fatiga, confianza total en sí mismo y estado de alerta, aunque también pánico e insomnio. Esto también hace que el bajón sea más repentino, causando la necesidad de repetir la toma de la droga. Los intentos de mantener la sensación de euforia inicial con el consumo reiterado pueden producir ansiedad, aunque la mecanización ritual de su preparación contribuye a sosegar la sensación de pánico y el delirio de persecución. Sus efectos secundarios son similares a los de la cocaína, aunque el riesgo de padecer alguna complicación es más alto, por la vía de consumo, propensa a producir accidentes cardio y cerebrovasculares. Su efecto a nivel biológico es la liberación inicial de gran cantidad de dopamina en el cerebro, responsable de los sentimientos de euforia. El cenit de sus efectos se produce entre los 5 y 10 minutos después de su consumo, aunque pasado ese pequeño espacio de tiempo los niveles de dopamina en el cerebro caen bruscamente, provocando en el sujeto un cuadro depresivo. Respecto a la cocaína en polvo, si se administra por vía sanguínea tiene un tiempo de respuesta similar a cuando se fuma en forma de crack, produciendo unos niveles de euforia también similares.
Desde la década de 1980, el crack se fuma en pipa de vidrio, con ceniza de cigarro sobre una lata con orificios, en un gotero de cristal, en un cigarro como primo (nombre que se le da al cigarro de tabaco junto con el crack), entre otras. Otro instrumento utilizado para consumir crack es un tubo metálico similar a una antena de radio (en muchos casos lo es) a la que se le introduce una suerte de alambre y se utiliza para fumar crack simulando una pipa. Este método es utilizado principalmente por adictos de muy pocos recursos, aunque acaba resultando más caro que la cocaína debido a la corta duración de los efectos, además de representar un mayor riesgo en el desarrollo de enfermedades pulmonares.

## Efectos adversos

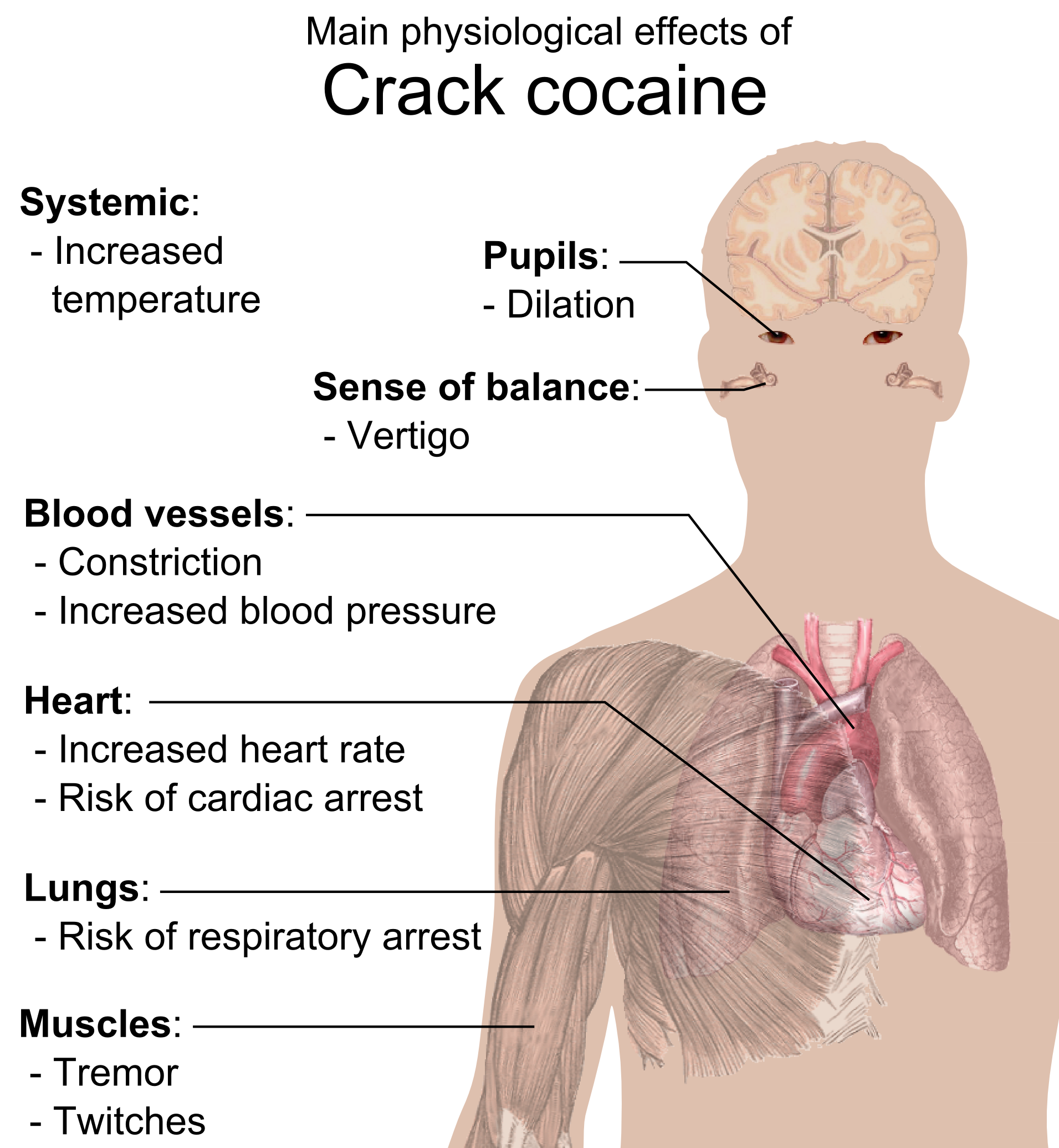
Principales efectos fisiológicos del crack

Debido a que el crack es una droga ilícita, los usuarios pueden consumir una droga adulterada o falsa, lo que añade problemas adicionales para su salud. 
Los efectos fisiológicos a corto plazo son: vasos sanguíneos constreñidos, pupilas dilatadas y aumento de la temperatura corporal, frecuencia cardíaca y presión arterial. Algunos consumidores también desarrollan inquietud, irritabilidad y ansiedad. Las muertes relacionados con la cocaína a menudo ocurren cuando el usuario sufre un paro cardíaco o convulsiones seguidas de un paro respiratorio, además en raras ocasiones se han dado casos de muerte súbita momentos después de la primera dosis.
Al igual que con otras formas de cocaína, fumar crack aumenta la presión cardíaca y la presión arterial, lo que puede generar problemas cardiovasculares a largo plazo. Algunas investigaciones apuntan a que fumar crack o pasta de cocaína entraña riesgos adicionales para la salud en comparación a cuando se consume cocaína en forma de clorhidrato (el más habitual). Muchos de estos problemas se relacionan con la liberación de metilecgonina al fumar la cocaína, que afecta a corazón, pulmones e hígado. La presencia de adulterantes en la droga para aumentar su peso y volumen provoca que en ocasiones se encuentren sustancias altamente tóxicas que añaden un factor de riesgo extra para la salud del consumidor. Algunos de los adulterantes más habituales detectados en la cocaína pueden ser leche en polvo, azúcar, almidón, cafeína, lidocaína, benzocaína, paracetamol, anfetamina, metilfenidato, escopolamina y estricnina.
Como se ha dicho anteriormente, fumar crack provoca efectos dañinos mayores que el consumo de cocaína por otras vías. Los usuarios de crack tienden a fumarlo debido a que posee una biodisponibilidad más alta que otras rutas de administración habituales. Existe el riesgo de sufrir sobredosis, dado que cada lote de cocaína en piedra contiene una pureza distinta, por lo que un usuario habituado a consumir grandes cantidades de crack de baja pureza podría sufrir una sobredosis si consumiese un lote de alta pureza; la sobredosis puede desencadenar fallos cardíacos y pérdida del conocimiento.

### Pulmón de crack
Entre los usuarios de crack se han reportado síndromes respiratorios agudos o neumonías, con síntomas como fiebre, tos con sangre y dificultades graves para respirar, lo que en las publicaciones estadounidenses se ha venido a denominar crack lung («pulmón de crack»). En un estudio publicado en diciembre de 2013 se encontró que las personas que tenían los síntomas descritos, a las que se realizaron radiografías de tórax con rayos X, sufrían una amplia gama de complicaciones respiratorias, como edema pulmonar, enfermedad pulmonar intersticial, hemorragia pulmonar e infiltraciones de eosinófilos. El estudio indicaba que los daños alveolares en los pulmones podrían explicarse adicionalmente por la presencia de impurezas, la elevada temperatura de la cocaína crack en el momento de su consumo y la vasoconstricción local inducida por la cocaína.

### Psiquiátricos
El abuso de drogas estimulantes, particularmente anfetaminas y cocaína, puede provocar un delirio de parasitosis (también conocido como síndrome de Ekbom) donde los pacientes creen que su piel está infestada de parásitos. En el caso de la cocaína, los consumidores que toman una dosis excesiva pueden llegar a pensar que tienen insectos que se arrastran bajo su piel. Delirios similares también están asociados a individuos con fiebre alta o que padezcan el síndrome de abstinencia del alcohol, que a veces también va acompañado de alucinaciones visuales de insectos. Las personas que experimentan estas alucinaciones pueden rascarse hasta sufrir graves daños en la piel y sangrar en abundancia, sobre todo cuando las alucinaciones son especialmente delirantes.
La paranoia y la ansiedad se encuentran entre los principales síntomas psicológicos del consumo de piedra. La psicosis está particularmente ligada al crack, ya que es mucho más probable padecerla por esta vía (fumada) que cuando se administra por vía nasal o intravenosa.

### Adicción y tolerancia
Se puede desarrollar rápidamente tolerancia a la cocaína y muchos adictos han señalado que no han podido volver a experimentar los efectos y placer alcanzados en la primera experiencia. Algunos usuarios aumentan la dosis para intensificar y prolongar los efectos eufóricos, que con el tiempo tienden a reducirse. Si bien puede producirse tolerancia a los efectos, los usuarios a dosis similares pueden volverse más sensibles a los efectos analgésicos y convulsivos de la droga. Esta mayor sensibilidad podría explicar las muertes repentinas en personas que habían consumido dosis aparentemente bajas.
En las últimas décadas se ha pensado que la cocaína en forma de crack es la más adictiva de todas. Sin embargo algunos estudios señalan que empíricamente no está demostrado que fumar cocaína aumente las probabilidades de dependencia; Morgan y Zimmer argumentan que los consumidores de cocaína son más propensos al abuso, ya que con el tiempo tienden a buscar modos más eficientes de ingestión. Aunque el deseo de recuperar los efectos iniciales es lo que provoca adicción en una mayoría de usuarios, algunos autores señalan que la adicción al crack depende del contexto social y del perfil psicológico de cada usuario, al darse casos de usuarios de crack que pueden estar días o semanas sin consumir droga. El uso del crack se ha vinculado con la violencia, pero no se puede asegurar que esta sea un efecto derivado del propio consumo de la droga, tanto como de los grupos sociales más pobres, con un alto índice de violencia y delincuencia en sí mismos.

## Historia

Cartel de la Administración de Alimentos y Medicamentos de Estados Unidos destinado a concienciar sobre los peligros del crack. En la imagen se lee: «Crack. Destroza vidas»

El crack se considera una droga cuya aparición es un fenómeno relativamente reciente. A principios de la década de 1980, la mayor parte de la cocaína que llegaba a Estados Unidos por vía marítima y se desembarcaba en Miami, lo hacía a través de las Bahamas. Muy pronto se produjo un enorme excedente de polvo de cocaína en estas islas, por lo que el precio de la misma bajó hasta un 80 %. Ante la bajada de los precios de esta sustancia ilegal, los traficantes de drogas tomaron la astuta decisión empresarial de convertir el polvo de cocaína en «crack», una forma sólida de cocaína que se fuma y que se podía vender a más gente en menores cantidades. Era una sustancia barata, sencilla de producir, lista para usar y de cuya elaboración los traficantes obtenían mayores beneficios. Ya en 1980 fueron apareciendo informes sobre la piedra en algunas de las principales ciudades de Estados Unidos y el Caribe.
Al principio, la cocaína en piedra tenía mayor pureza que el polvo de cocaína que se vendía en la calle (al menos, hasta que el crack pasó a ser lo que se denominaba blow-up —una variedad adulterada con lidocaína con la que se aumentaba su volumen— y en el llamado whip dope). Hacia 1984, la cocaína tenía una pureza del 55 % y costaba 100 dólares el gramo, mientras que el crack se vendía por el mismo precio con unos niveles de pureza superiores al 80 %. En algunas ciudades, como Nueva York, Houston, Los Ángeles, Detroit, y Filadelfia, se podía obtener una dosis de crack por tan solo dos dólares y medio. Nunca antes ningún tipo de cocaína había estado disponible a un precio tan bajo y con tal nivel de pureza y, lo que es más importante desde un punto de vista comercial, el crack producía un efecto inmediato y sus consumidores se convertían en adictos en muy poco tiempo. 
La piedra comenzó a consumirse a gran escala por primera vez en Los Ángeles en 1984. Se produjo un aumento masivo de la distribución y consumo de la droga ese mismo año y a finales de 1986 estaba disponible en 28 estados y en el Distrito de Columbia, incluyendo los barrios de las principales ciudades del país. 

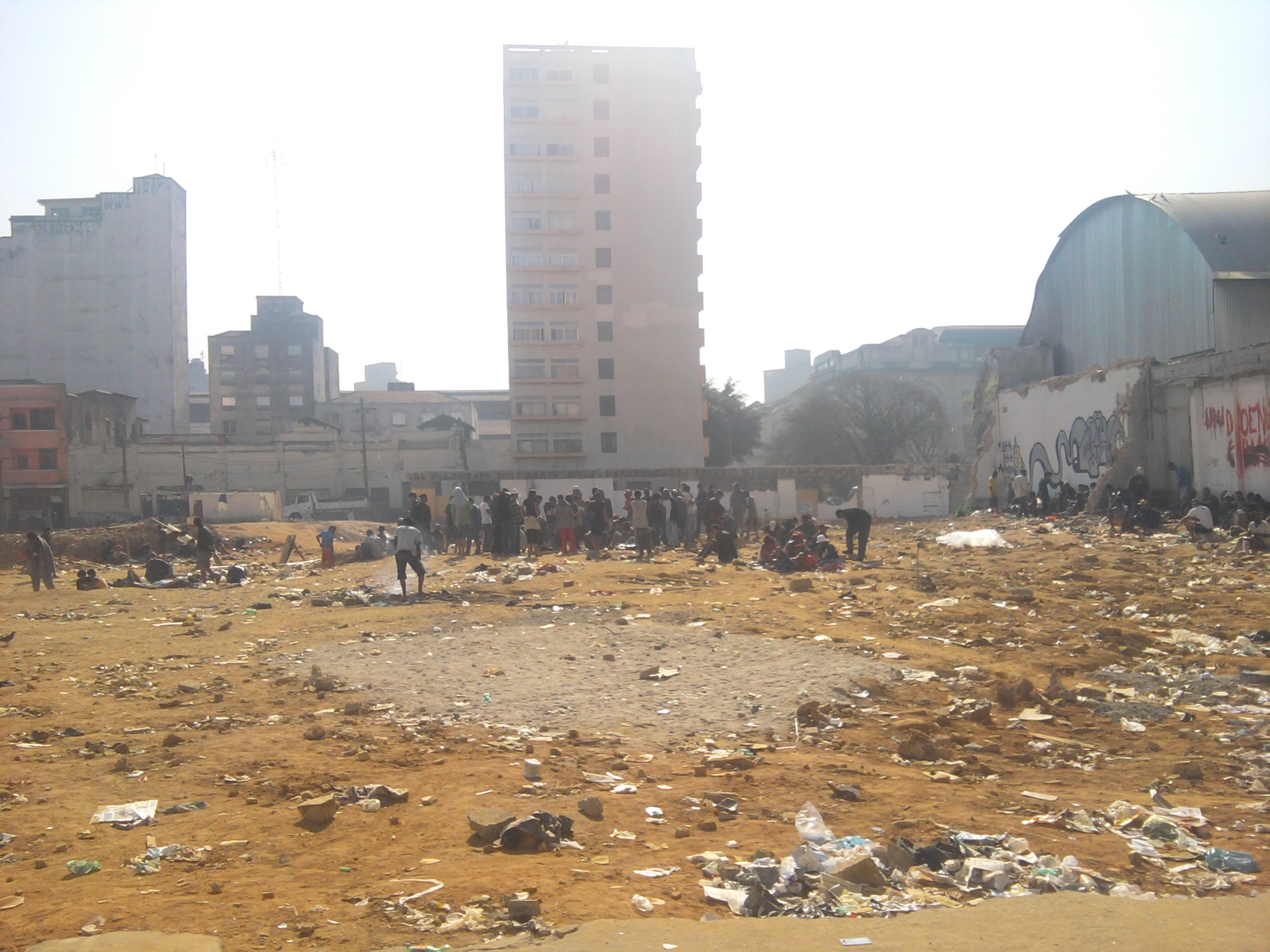
Descampado en el centro de São Paulo donde se reúnen consumidores de crack, lugares conocidos en Brasil como «cracolandia»

En 1986 los casos de urgencias hospitalarias relacionadas con la cocaína se incrementaron en un 110 %, desde los 26.200 hasta los 55.200. Entre 1984 y 1987 los incidentes relacionados con la cocaína se cuadruplicaron en Estados Unidos. El Estado respondió a la epidemia con medidas disuasorias: se promulgó la «Anti-Drug Abuse Act», una nueva ley federal que estipulaba que cualquier detenido por posesión de cinco gramos de crack tendría una condena mínima sin libertad condicional de cinco años de cárcel; esta ley estableció una disparidad de 1 a 100, ya que era la misma condena que se estipulaba para detenidos por posesión de 500 gramos de cocaína. En 1987, podía encontrarse crack en el Distrito de Columbia y en todos los estados de los Estados Unidos, exceptuando tan solo cuatro de ellos. Sin embargo, algunos expertos citaron la «epidemia de crack» como un ejemplo de pánico moral y han apuntado que el boom producido en el uso y tráfico de la droga ocurrió realmente después de que la cobertura mediática de la droga la calificara como «epidemia». En 1996, Gary Webb y sus artículos en el San Jose Mercury News causaron una gran polémica en Estados Unidos cuando aseguró que las autoridades estadounidenses habían ayudado en la expansión de la epidemia con fines políticos, escribió: «durante la mayor parte de la década, dentro del anillo de droga del área de San Francisco, se vendieron toneladas de cocaína a bandas callejeras como los Crips y los Bloods, que reportaron millones de dólares en ganancias que fueron canalizados a un ejército guerrillero latinoamericano [la Contra nicaragüense] dirigido por la Agencia Central de Inteligencia de Estados Unidos (CIA). Esto abrió la primera línea de cooperación entre los cárteles de cocaína de Colombia y los barrios negros de Los Ángeles, lo que los inundó de cocaína y ayudó a propagar la epidemia de crack en la América urbana». Aunque encontraron el apoyo de otros autores, sus investigaciones fueron muy contestadas y desmentidas por distintos organismos gubernamentales.
A partir de entonces el fenómeno ha seguido extendiéndose. La mayoría de los consumidores de crack europeos se encuentran en tres ciudades: Hamburgo, Londres y París, además en otros países el consumo de esta droga ilegal es un problema de salud pública, como en Brasil, considerado el mayor consumidor del mundo, con 370.000 adictos solo en las capitales de las provincias del país en 2013 y estimaciones de un millón de adictos en todo el país en 2017.